# 토멜릴라시

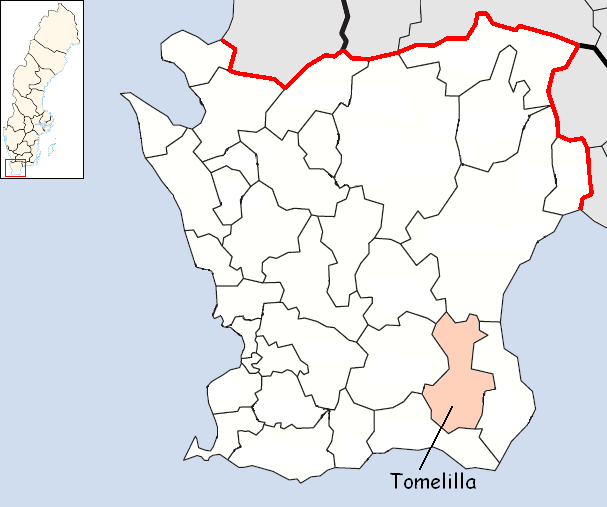
토멜릴라시의 위치

토멜릴라시(스웨덴어: Tomelilla kommun)는 스웨덴 스코네주에 위치한 지방 자치체로 행정 중심지는 토멜릴라이며 면적은 397.39km2, 인구는 13,330명(2016년 12월 31일 기준), 인구 밀도는 34명/km2이다.

시 문장